# Kerkhofkapel (Nederweert-Eind)
De Kerkhofkapel is een kapel in Nederweert-Eind in de Nederlandse gemeente Nederweert. De kapel staat op de begraafplaats achter de Sint-Gerardus Majellakerk aan de Sint Gerardusstraat midden in het dorp. Op ongeveer 700 meter naar het noordwesten staat de Kruiskapel.
De kapel is gewijd aan de Jezus.

## Geschiedenis
Rond 1941 wilde de lokale pastoor van Nederweert-Eind proberen om hier een bedevaartsoord te stichten, waarbij er ook een kruisweg zou zijn waar deze kapel onderdeel van is.

## Gebouw
De open kapel is deels opgetrokken in baksteen en beton en wordt omgeven door een halfronde haag. Het bestaat uit een bakstenen muur die overkapt wordt met een betonnen dakconstructie die linksvoor gedragen wordt door een zuil en aan de rechterkant ombuigt en een muur vormt naar de stijl van Le Corbusier.
In de achterwand is een segmentboogvormige nis aangebracht en erboven is op de bakstenen muur een groot witgeschilderde betonnen corpus opgehangen. Deze corpus geeft een lijdende Jezus weer. Oorspronkelijk zou het beeld in de kerk komen te hangen, maar daarvoor bleek het te groot te zijn.